# 腓特烈·路德維希 (霍恩洛厄-英格爾芬根)
弗里德里希·路德维希，霍恩洛厄-英格尔芬根亲王（德語：Friedrich Ludwig Fürst zu Hohenlohe-Ingelfingen，1746年1月31日—1818年2月15日），普鲁士陆军将军，霍恩洛厄成员。约翰·弗雷德里希亲王（德語：Johann Friedrich，死于1796年）的长子。